# Lupinus carazensis
Lupinus carazensis är en ärtväxtart som beskrevs av Oskar Eberhard Ulbrich. Lupinus carazensis ingår i släktet lupiner, och familjen ärtväxter. Inga underarter finns listade i Catalogue of Life.